# Ileana Salvador
Ileana Salvador, italijanska atletinja, * 16. januar 1962, Noale, Italija.
Nastopila je na poletnih olimpijskih igrah leta 1992, kjer je bila diskvalificirana v hitri hoji na 10 km. Na svetovnih prvenstvih je osvojila srebrno medaljo leta 1993 v isti disciplini, na svetovnih dvoranskih prvenstvih tri bronaste medalje v hitri hoji na 3000 m, na evropskih prvenstvih bronasto medaljo leta 1990 v hitri hoji na 10 km, na svetovnih evropskih prvenstvih pa tri srebrne medalje v hitri hoji na 3000 m.